# 계피우단털파리
계피우단털파리(학명: Penthetria japonica)는 털파리과 계피우단털파리속에 딸린 벌레의 일종이다. 암수가 오랫동안 교미를 위해 붙어 있기에 러브버그라는 별칭으로 불린다.